# Neoparanothrotes borumandi
Neoparanothrotes borumandi är en insektsart som beskrevs av Mirzayans 1990. Neoparanothrotes borumandi ingår i släktet Neoparanothrotes och familjen Pamphagidae. Inga underarter finns listade i Catalogue of Life.